# Odile Limousin
Odile Limousin, née le 30 août 1945, est une autrice française de livres éducatifs pour la jeunesse. Elle a notamment publié L'Histoire de la feuille de papier (1984), Le Pain de ma tartine ou encore D'où vient le verre ? (1985), édités chez Gallimard Jeunesse dans la collection Découverte Benjamin.

## Publications
- Denise Dupont-Escarpit, Nicole Du Roy, Bernard Epin, Odile Limousin, Guide des auteurs du livre de jeunesse français, Éd. du Cercle de la librairie, 1989